# Sost
 Sost  es una población y comuna francesa, situada en la región de Mediodía-Pirineos, departamento de Altos Pirineos, en el distrito de Bagnères-de-Bigorre y cantón de Mauléon-Barousse.

## Demografía
| 241 | 219 | 196 | 159 | 123 | 110 | 101 |
| Para los censos de 1962 a 1999 la población legal corresponde a la población sin duplicidades (Fuente: INSEE [Consultar]) |     |     |     |     |     |     |